# Stacey Schroeder
Stacey Anne Schroeder (* 9. Juni 1979) ist eine US-amerikanische Filmeditorin.

## Leben
Stacey Schroeder studierte an der University of Florida Filmproduktion und Kunstgeschichte. Sie begann ihre Karriere mit dem Schnitt von Werbespots in New York City.
Seit dem Jahr 2010 war sie als Schnittassistentin bei Fernsehserien wie Pretend Time, Teen Wolf, Eastbound & Down und Key & Peele beschäftigt. Ab dem Jahr 2011 übernahm sie auch erste Arbeiten als eigenständige Filmeditorin, sie arbeitet dabei für Film und Fernsehen gleichermaßen. Für Regisseur Kay Cannon schnitt sie die Filme Der Sex Pakt und Cinderella. Ihre Arbeit an der Pilotfolge der Fernsehserie The Last Man on Earth brachte ihr 2015 eine Nominierung für den Emmy in der Kategorie Outstanding Single-Camera Picture Editing For A Comedy Series ein. Ihr Schaffen umfasst mehr als 20 Produktionen.
Sie ist Mitglied der American Cinema Editors.
Schroeder lebt in Los Angeles.

## Filmografie (Auswahl)
- 2011: Broke* (Dokumentarfilm)
- 2013: Eastbound & Down (Fernsehserie, 2 Episoden)
- 2014: You’re the Worst (Fernsehserie, 6 Episoden)
- 2014: Garfunkel and Oates (Fernsehserie, 4 Episoden)
- 2015: Thrilling Adventure Hour Live
- 2015: The Last Man on Earth (Fernsehserie, 7 Episoden)
- 2016: Popstar: Never Stop Never Stopping
- 2016: Casual Encounters
- 2016: Max (Fernsehfilm)
- 2017: Girlboss (Fernsehserie, 6 Episoden)
- 2017: The Disaster Artist
- 2018: Der Sex Pakt (Blockers)
- 2018: Good Girls Get High
- 2020: Sonic The Hedgehog
- 2021: Cinderella
- 2022: She-Hulk: Die Anwältin (She-Hulk: Attorney at Law, Fernsehserie, 5 Episoden)
- 2023: Poolman